# Eugénie Sellers Strong
Eugénie Sellers Strong (25 de marzo de 1860 – 16 de septiembre de 1943) fue una arqueóloga e historiadora del arte británica. Trabajó como subdirectora en la Escuela Británica de Roma desde 1909 a 1925. Tras estudiar en el Girton College en Cambridge, en 1890 se convirtió en la primera estudiante femenina en ser admitida en la Escuela Británica de Atenas; posteriormente continuó con sus estudios sobre historia del arte en Alemania bajo la tutoría de Adolf Furtwängler. En 1897 se casó con el historiador del arte Sandford Arthur Fuerte. En 1903 contribuyó a la creación del catálogo Burlington Club de Bellas Artes "Exposición de Arte griego", y durante su larga carrera profesional escribió varios libros sobre escultura y arte clásico.

## Juventud
Eugénie Sellers nació en Londres el 25 de marzo de 1860, fruto del amor entre Fredrick William Sellers, un comerciante de vino, y su mujer Anna Oates. Su madre francesa era de descendencia aristocrática, su bisabuelo materno fue el barón du Cluseau, por este motivo Eugénie fue bautizada en la iglesia de St Roch en París. Tuvo una hermana, Charlotte, ocho años más joven que ella. 
Pese a que su familia vivió principalmente en Londres, viajaron extensamente por Europa, de ahí que su primera escolarización fuera realizada en Valladolid, España. Posteriormente asistió a una escuela religiosa en Dourdan, Francia, que abandonó en 1877 para continuar el viaje junto a su familia por Italia y Grecia.
Sus padres murieron antes de Sellers se matriculase en el Girton College, Cambridge en 1879, donde aplicó para el Classics Tripos. Pese a ser admitida para cursar el grado en filología clásica, durante esa época los grados en Cambridge no eran otorgados a mujeres.

## Carrera académica
Tras su salida de Cambridge, comenzó a impartir clases en St Leonards School, St Andrews, Escocia y un año más tarde se mudó a Londres, donde estudió bajo la supervisión del historiador Charles Thomas Newton del Museo Británico. Tras la publicación de su primer libro, la facultad en la Universidad de St Andrews le otorgó un honorary degree. Fue la primera estudiante de género femenino en ser admitida en la Escuela Británica de Atenas, estudiando allí durante 1890 y 1891. 
Su traducción sobre el seguimiento de la excavación de Troya, basada en la versión alemana de Carl Schuchhardt, fue publicada en inglés en 1891. Posteriormente continuó con sus estudios en historia del arte en la ciudad de Múnich, tutorizada por Adolf Furtwängler y Ludwig Traube.
En 1897 contrajo matrimonio con el historiador del arte Sandford Arthur Fuerte. Este trabajó desde 1895 como bibliotecario y curador para el Duque de Devonshire en la mansión Chatsworth. No tuvieron hijos. Después de la muerte de su marido, en 1904, Strong continuó con su labor en Chatsworth hasta la muerte del octavo Duque de Devonshire en 1908.
En 1906 la nombraron miembro del Instituto Arqueológico alemán (Kaiserlich-Deutsches Archäologisches Institut).
Contribuyó con su trabajo en la creación del catálogo de 1903: Burlington Club de Bellas Artes "Exposición de Arte griego", y escribió varios libros sobre escultura y arte clásico. Así mismo, escribió dos capítulos para el Cambridge Historia Antigua, titulados "El arte de la República romana" y "El arte del siglo de Augusto".
En 1910 Strong se convirtió en research fellow en la Universidad de Girton. Además trabajó como subdirectora en la Escuela Británica de Roma de 1909 a 1925. Vivió en un piso en la vía Balbo, cerca de la Basílica de Santa Maria Maggiore en Roma, hasta el día de su muerte en 1943, dejando así sin publicar un manuscrito inédito sobre la historia del Palacio de Vaticano. Fue enterrada en el cementerio Campo Verano de Roma.
En Inglaterra se convirtió en Comandante del Orden del Imperio británico en 1927, y la Academia británica le otorgó la Serena Medal en estudios italianos en 1938. Además, participó como conferenciante en las Rhind Lectures de 1920, con "Pintando en el Imperio Romano (desde el último siglo de la República hasta aproximadamente 800 AC)".
En Italia, fue nombrada miembro de la Academia Lincean, de la Academia Pontificia de Arqueología, y de la Accademia degli Arcadi. Apoyó las políticas arqueológicas de diversos seguidores de Benito Mussolini, y en 1938 se le otorgó la medalla de oro de la ciudad de Roma.

## Trabajos destacados
De no ser indicado lo contrario, la autoría de los siguientes trabajos pertenece a Eugénie Sellers Strongs.
- (1895) Masterpieces of Greek Sculpture: A Series of Essays on the History of Art Adolf Furtwängler, Eugénie Strong (editora y traductora) OCLC 862147616 (Original: Meisterwerke der griechischen Plastik, Adolf Furtwängler)
- (1907) Roman Sculpture from Augustus to Constantine OCLC 162432
- (1915) Apotheosis and after life: three lectures on certain phases of art and religion in the Roman Empire OCLC 3520485
- (1929) Art in Ancient Rome (Ars una: species mille. General history of art) OCLC 5886932